# 캔자스 네브래스카 법

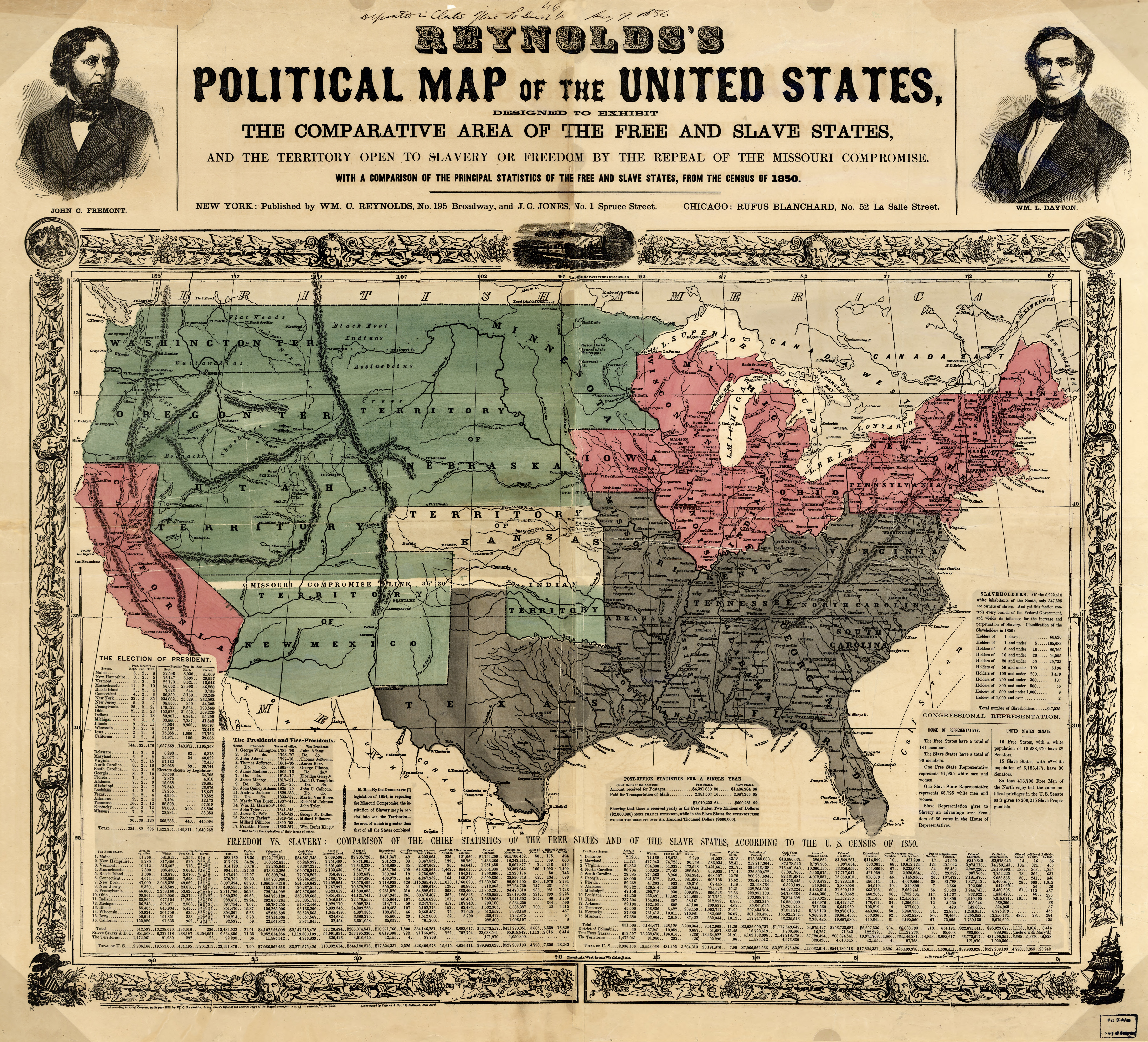
1856년 지도. 노예주 (회색), 자유주 (분홍색), 미국 속령 (녹색), 캔자스 (정중앙, 회색).

캔자스 네브래스카 법(영어: Kansas–Nebraska Act)은 1854년에 미국이 캔자스와 네브래스카 준주를 창설하여 새로운 토지를 개방한 법으로, 국민주권을 통해 준주 개척자들이 노예제 인정 여부를 자신들이 결정할 수 있게 허용하였다. 이 법은 1820년 미주리 타협을 철폐하는데 영향을 주었다. 또, 이 법은 일리노이주 출신의 민주당 상원의원 스티븐 A. 더글라스가 고안하였다. 캔자스 네브래스카 법의 원래 취지는 수많은 수천 개의 새로운 농장들을 개방하고 실현 가능한 중동부 대륙횡단철도를 개설하는 것이었다. 이 법은 국민주권이, 제안된 법률안으로 기록될 때까지 문제가 되었기에 한동안은 유권자들이 노예 인정 여부를 결정하였다. 이 결과 노예제를 찬성하고 반대하는 분대들이 캔자스로 밀려들어 오면서, 피의 캔자스 사태를 빚게 되었다.

## 결과
캔자스 네브래스카 법은 국가를 분열시켰고 남북 전쟁으로 치닫게 하였다.
이 법안 자체는 실질적으로 1820년 미주리 타협과 1850년 타협을 무효화하였다. 이러한 소동으로 말미암아 민주당과 휘그당을 둘다 분열시켰으며, 이로 인해 공화당이 창설되면서 미국이 두 정치 진영(북: 공화당, 남: 민주당)으로 나뉘게 되었다.
끝내 새로운 노예 반대 주 헌법이 도마 위에 올랐다. 1861년 1월 29일 캔자스 주는 자유주로서 연방에 승인을 받았다. 네브래스카 주는 1867년 남북 전쟁 이후에 (자유)주로 승인되었다.

## 같이 보기
- 남북 전쟁